# 女九神社
女九神社（めぐじんじゃ）は大阪府茨木市に鎮座する神社。

## 祭神
- 継体天皇后妃9柱（皇后手白香皇女他）

## 歴史
この地は鬱蒼とした森であったが、明治8年（1875年）の東海道本線鉄道敷設の用材として伐採した。
『摂津名所図会』に継体天皇崩御の時、12人の妃のうち9人が殉死されたのを陵の傍らに葬り、ここに祀ったとあり、或いは継体天皇の元妃にして安閑天皇・宣化天皇の母后目子媛に関係があるようだ。

## 交通アクセス
- 阪急バス　総持寺前下車北東へ徒歩10分

## 周辺情報
- 継体天皇陵　周囲には多くの陪冢がある。
- 鶴駕駐蹕記念碑　境内にあり。

明治44年11月21日に第4・第16師団臨時対抗演習が太田付近で行われ、前夜梅林寺に泊まられた皇太子（大正天皇）は午前5時25分より太田八幡池にて観戦された。